# Thomas Lincoln Casey
Thomas Lincoln Casey (West Point, 19 februari 1857 - Washington, 3 februari 1925) was een Amerikaanse astronoom en entomoloog.
Casey was de zoon van generaal Thomas Lincoln Casey, Senior (1831-1896). Hij werd zelf ook militair. In 1898 werd hij majoor in het Corps of Engineers, in 1906 werd hij luitenant-kolonel en drie jaar later kolonel. Pas na zijn pensioen in 1912 kon hij zich volledig toeleggen op de entomologie en astronomie. Hij publiceerde 76 wetenschappelijke artikelen en een monografie over kevers Memoirs on the Coleoptera (1910 - 1924) waarin hij vele soorten voor het eerst wetenschappelijk beschreef. Hij bestudeerde ook weekdieren en was de auteur van Notes on the Pleurotomidae with description of some new genera and species (1904), een malacologisch werk waarin hij opnieuw diverse nieuwe taxa benoemde. Zijn collecties zijn opgenomen in het National Museum of Natural History in Washington.
- Gemeinsame Normdatei: 117648043
- International Standard Name Identifier: 0000 0000 7857 9076
- Library of Congress Control Number: n88080243
- Nederlandse Thesaurus van Auteursnamen: 129626643
- SNAC: w60d7k5w
- Système universitaire de documentation: 187439788
- Virtual International Authority File: 42620509
- WorldCat: E39PBJjhGyxXTgXjwmqGFbVcT3